# Raufarhöfn

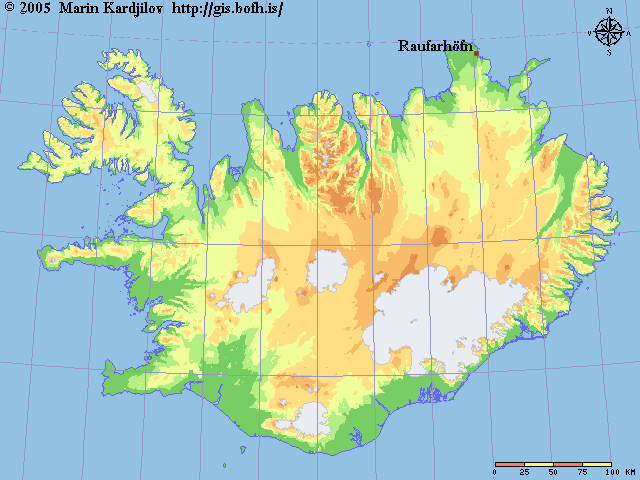
Ubicación de Raufarhöfn en Islandia.

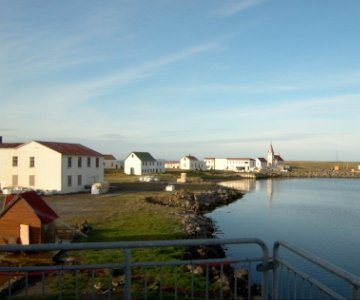
Puerto de Raufarhöfn.

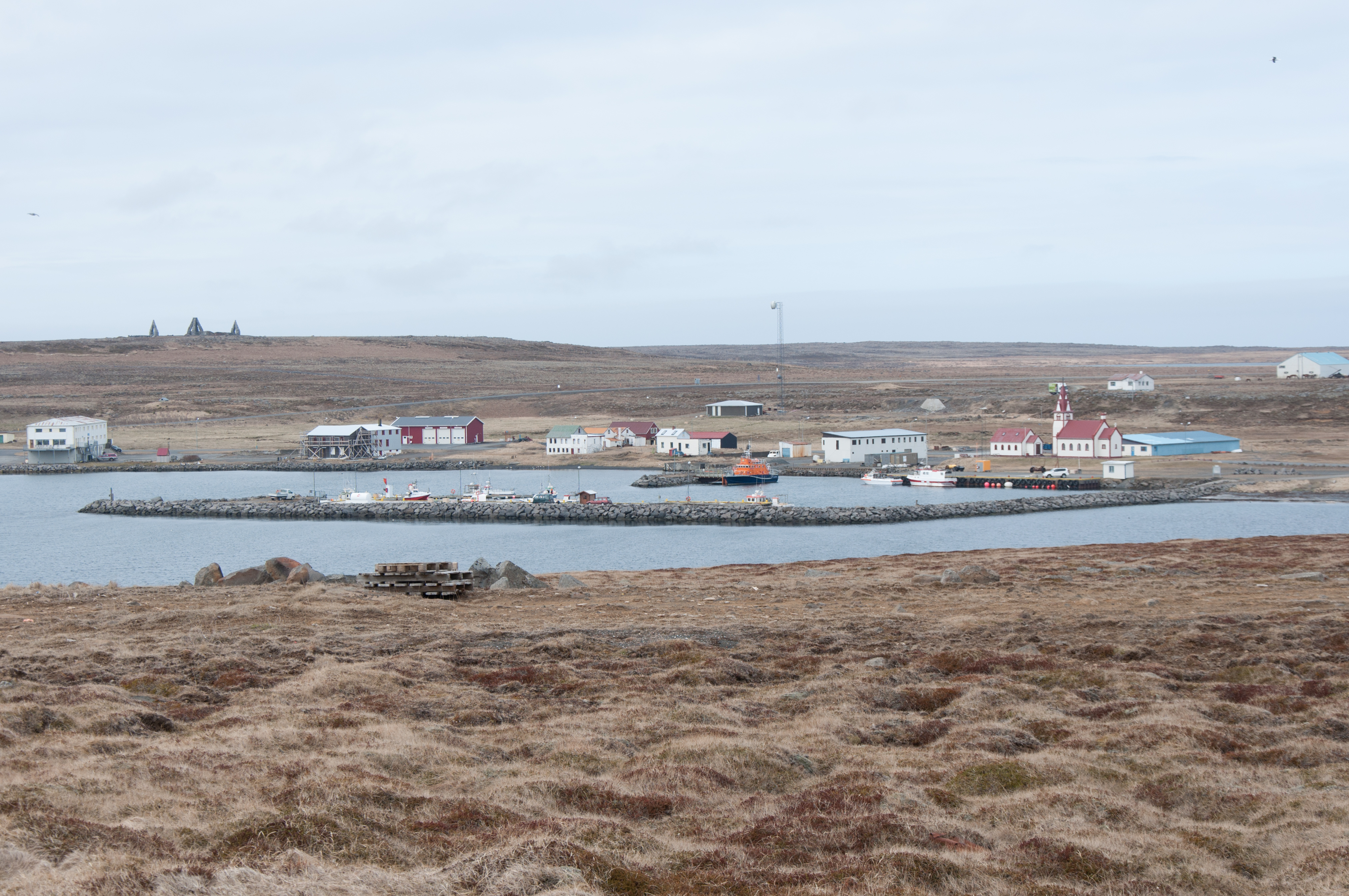
Vista general con el monumento Arctic Henge sobre la montaña

Raufarhöfn es una aldea situada en el noreste de la península de Melrakkaslétta en Islandia. Es la aldea más septentrional del país.

## Población y territorio
Se encuentra en la península de Melrakkaslétta, en la región de Norðurland Eystra.

## Historia
Raufarhöfn se desarrolló como un pueblo de pesqueros a partir de 1875 debido a la pesca de arenque.  Fue un importante puerto pesquero durante las capturas de arenque de mediados del siglo XX. En los años 80 del siglo XX tenía 500 habitantes y contaba con una fábrica de conservas. En el censo de 2011 registró 194 habitantes.

## Infraestructura
Raufarhöfn cuenta con un centro de salud, una tienda, una escuela general básica, un campo de deportes con una piscina pública, taller de reparaciones, puesto de gasolina, un hotel, un terreno de camping y otras instalaciones turísticas. El aeropuerto de Raufarhöfn está cerrado.

## Atracciones turísticas
En Raufarhöfn se encuentra el Arctic Henge (Heimskautsgerði en islandés), un monumento moderno con un diámetro de 50 m que se compone de varias partes con una altura de hasta 10 m. Fue creado por el artista Erlingur Thoroddsen a partir de 2002. La obra de arte fue inspirada por el mundo mítico  del poema  Völuspá. Dentro del monumento hay un sendero especial que se refiere a los 68 enanos mencionados en la obra Völuspá.
La iglesia de Raufarhöfn fue construida en 1928 por Guðjón Samúelsson, el arquitecta más conocido de Islandia, y renovada en 1979.